# Fort VIIA Twierdzy Warszawa

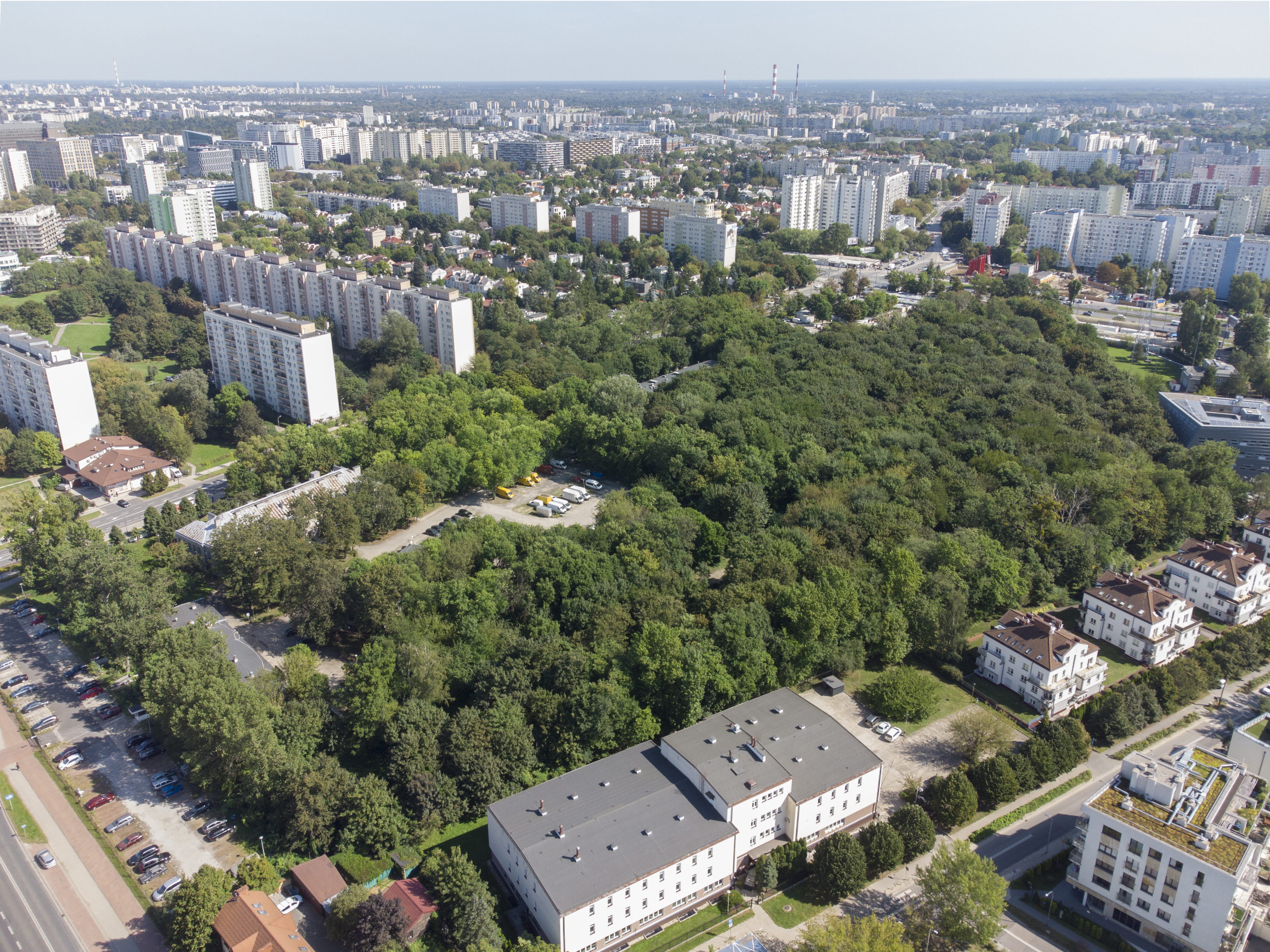
Widok na teren fortu z powietrza, od strony południowo-zachodniej

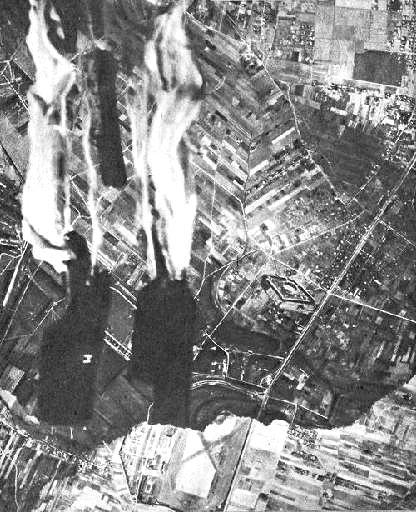
Służewiec na zdjęciu lotniczym z sierpnia 1944 r. Romboidalna konstrukcja na środku to Fort VIIA Twierdzy Warszawa, po prawej od niego ulica Puławska, na dole zabudowania wsi Służewiec, a poniżej nich teren Toru wyścigów konnych, po lewej od toru zabudowa Wyczółek, w prawym górnym rogu zdjęcia Ksawerów.

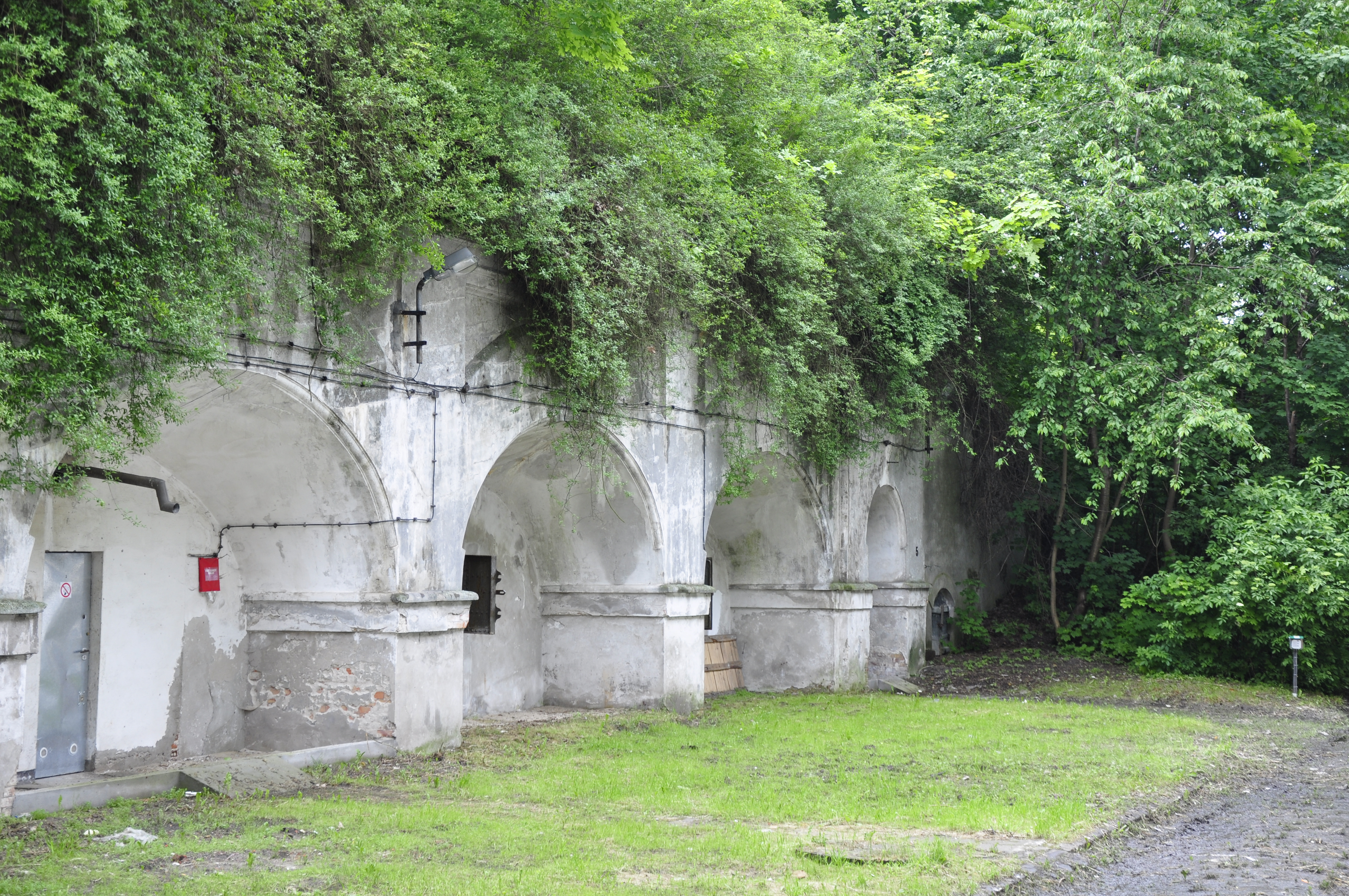
Relikty fortu

Fort VIIA („Służewiec”) – punkt oporu zewnętrznego pierścienia Twierdzy Warszawa, wybudowany w latach 90. XIX w. Znajduje się na terenie osiedla Służewiec Południowy w warszawskiej dzielnicy Mokotów.

## Opis
Zadaniem punktu była obrona drogi w kierunku Puław, czyli dzisiejszej ulicy Puławskiej. Ponieważ zbudowany został później niż większość fortów twierdzy, wzniesiono go z użyciem nowocześniejszych metod. Schrony umocnienia zbudowano z użyciem betonu. Po 1909, w ramach likwidacji twierdzy, wysadzono wszystkie schrony bojowe. Zachowano jednak położony w środkowej części betonowy schron magazynowy.
W okresie powojennym nieruchomość stała się własnością Wytwórni Filmowej „Czołówka”, która umieściła tam swoje archiwa.
Wpisany do rejestru zabytków jako: fort VII-A „Służewiec”, al. Lotników 1, 1883, nr rej.: 1478 z 27.01.1992.
Na północ od fortu wybudowano w latach 70. XX w. osiedle Służew Fort.